# Naturism

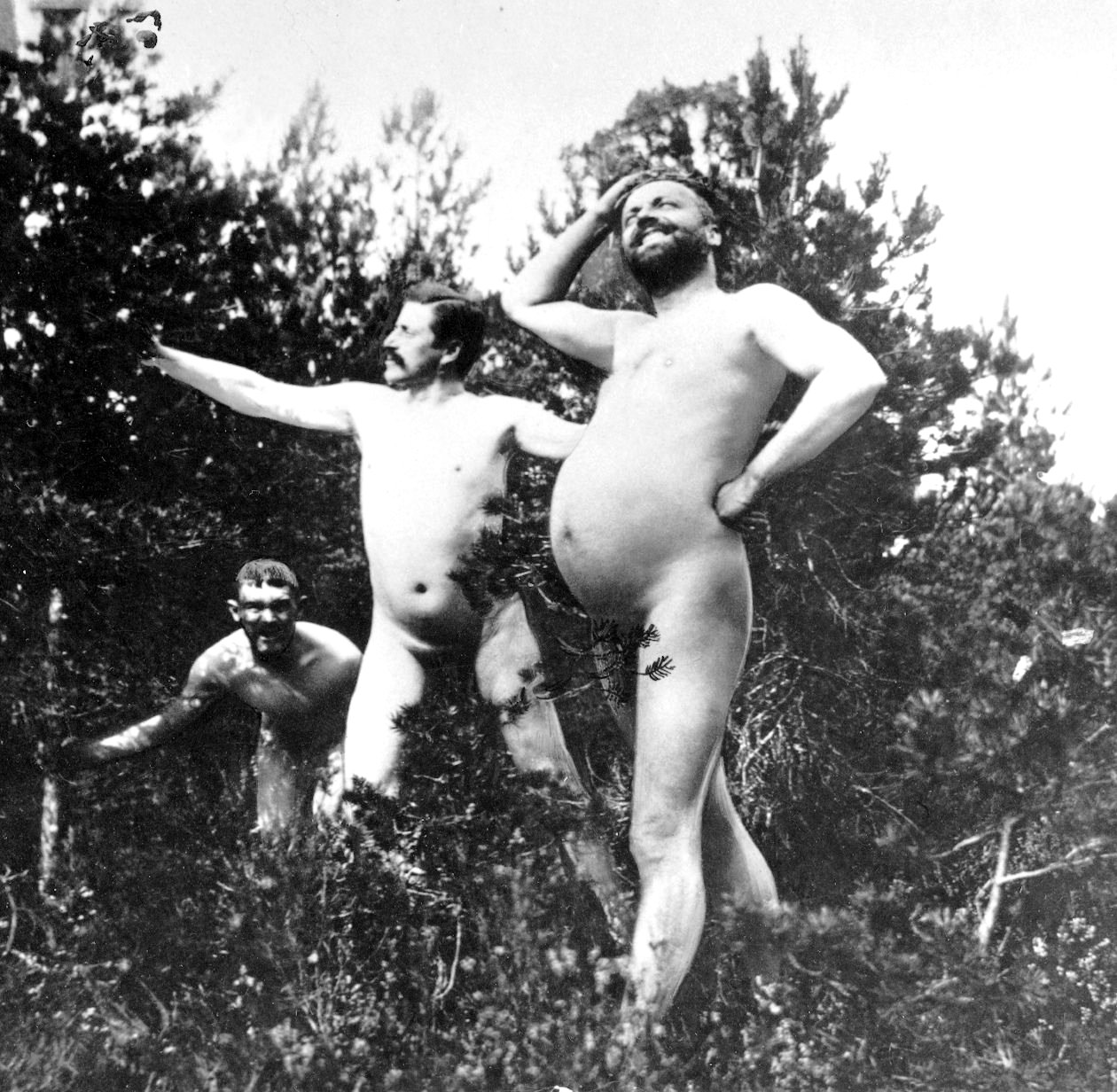
Albert Engström, Verner von Heidenstam, Gustaf Fröding och andra levde nakenliv på Sandhamn år 1896. Samma år skrev Fröding en dikt om nakenhet och livsglädje, En morgondröm.

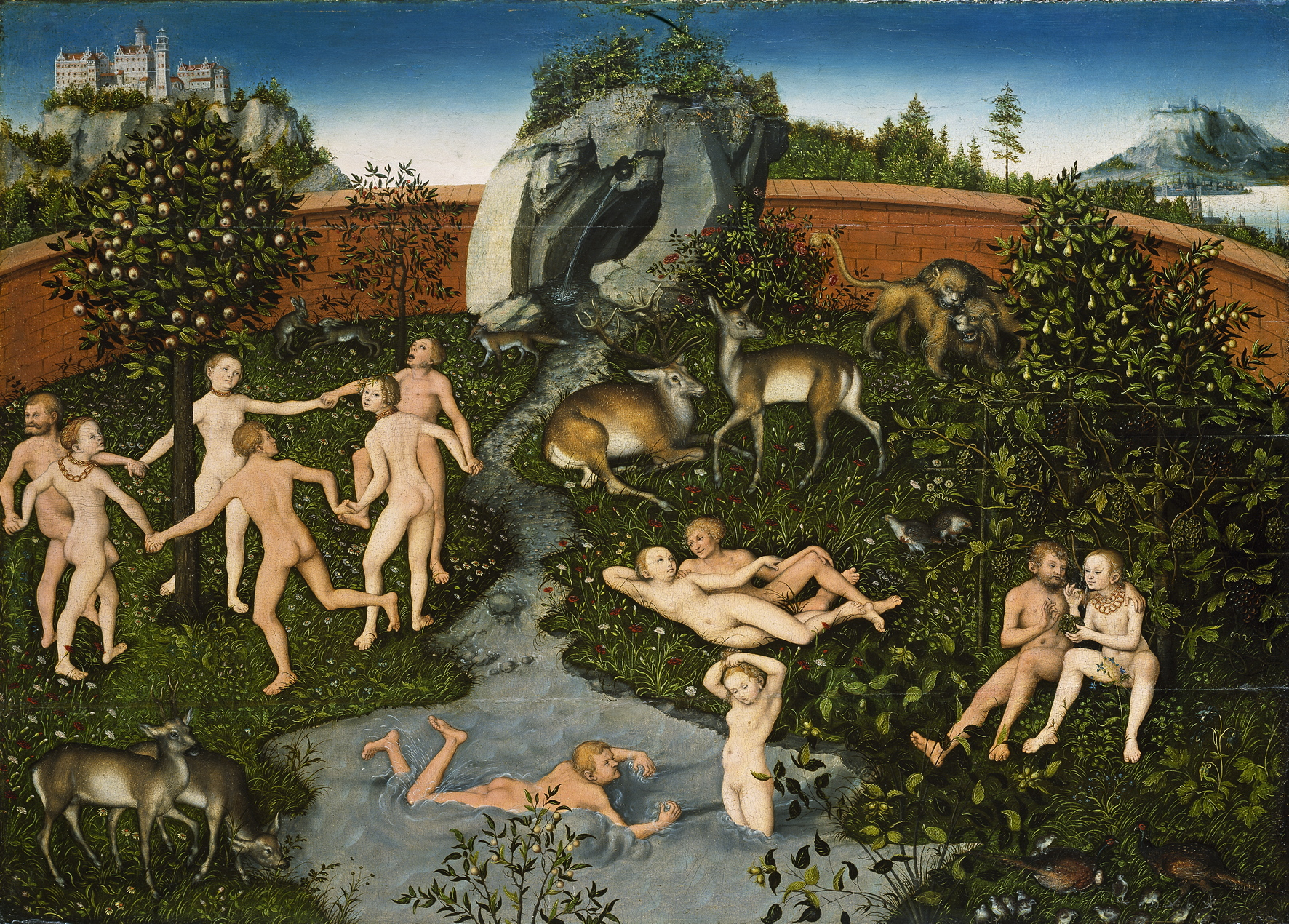
"Den gyllene tidsåldern" av Lucas Cranach illustrerar drömmen om en förlorad idealtillvaro. Naturism år 1530.

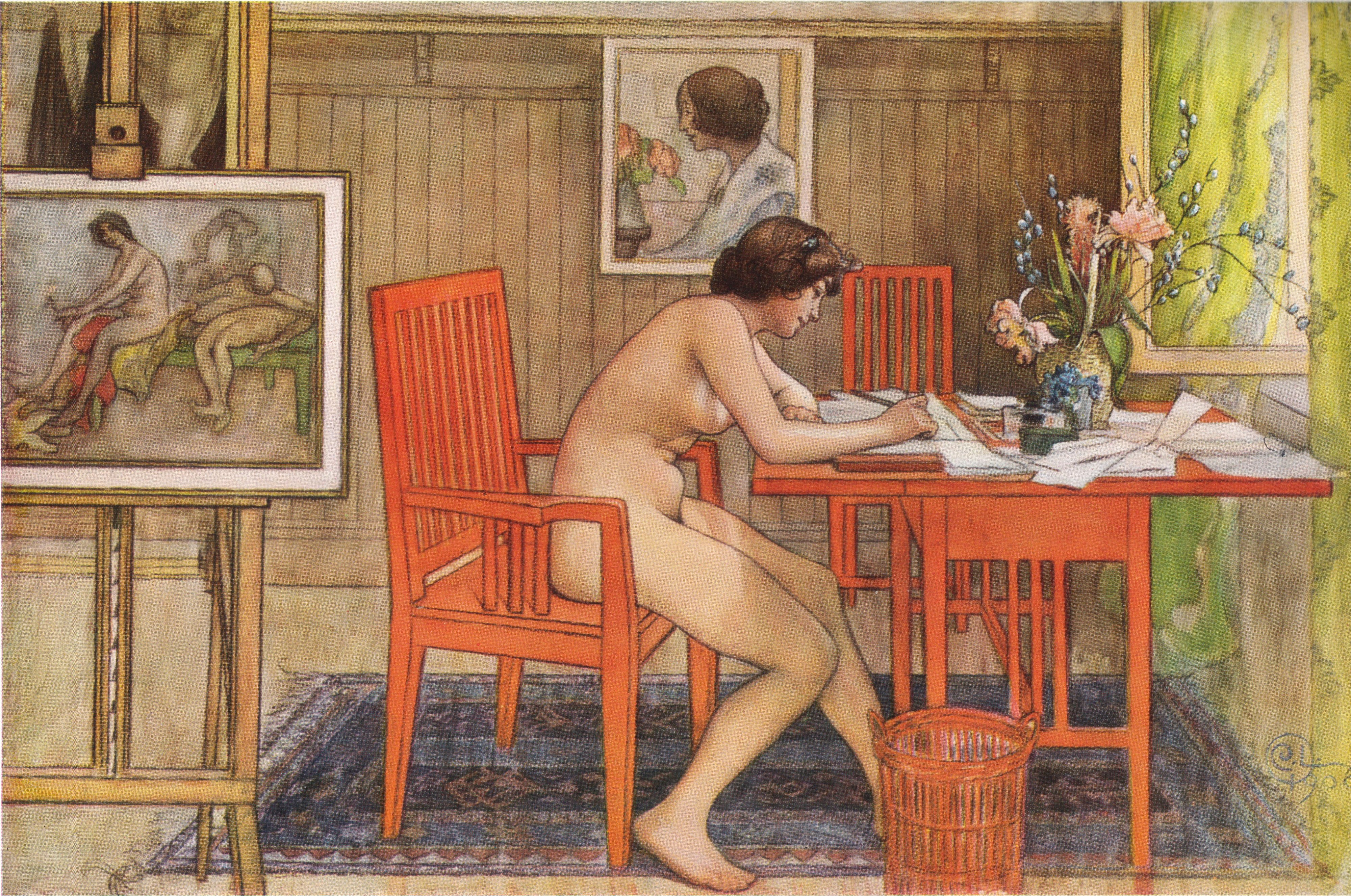
Ung kvinna skriver vykort i Sundborn 1906. Från 1890-talet uttryckte Carl Larssons målningar ofta det nya radikala idealet om en "naturlig nakenhet". Det skulle forma stora delar av Europa under 1900-talet.

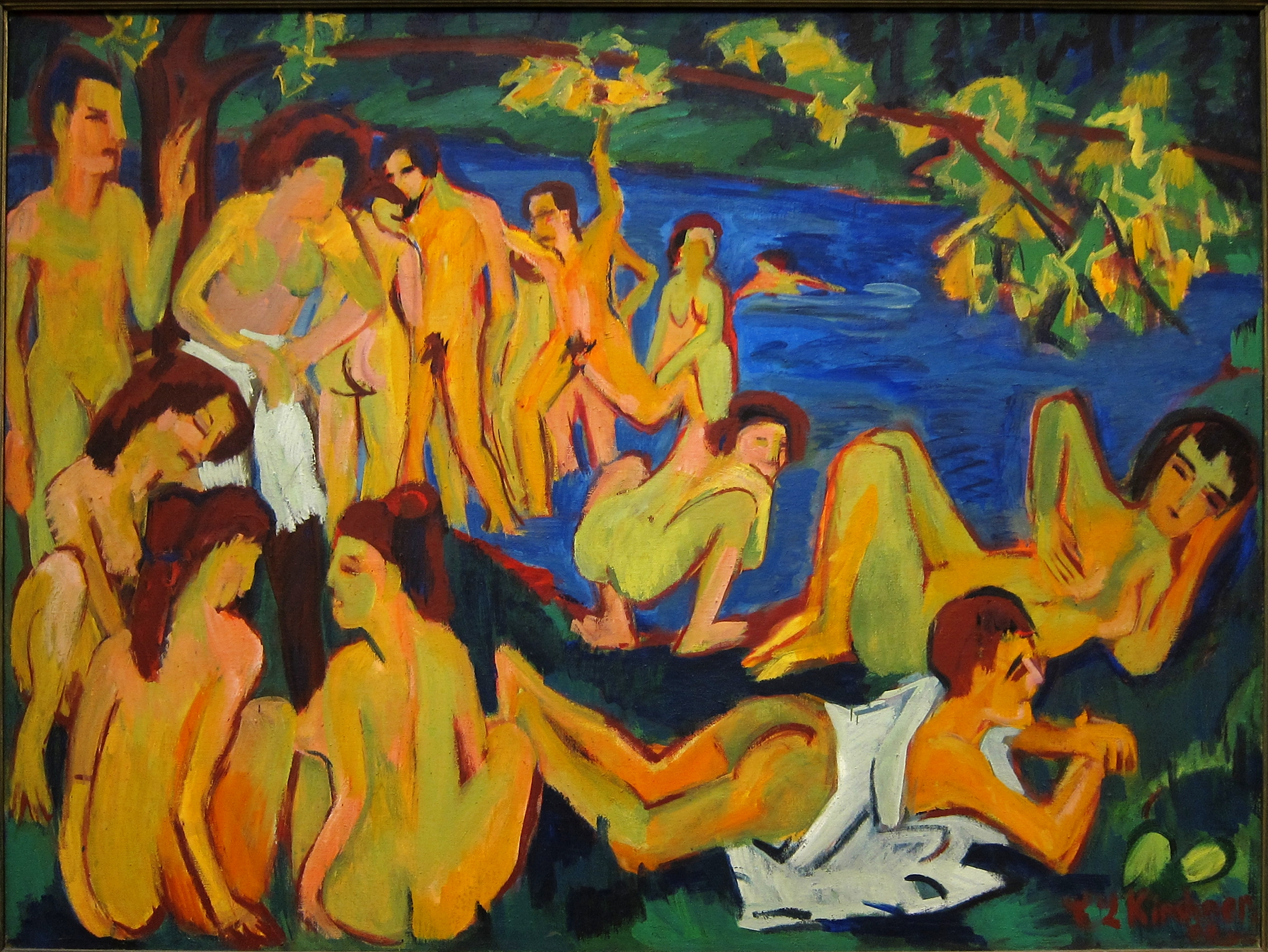
Somrarnas badplatser i Moritzburger Teichen 1905-1911 dokumenterades av Ernst Ludwig Kirchner.

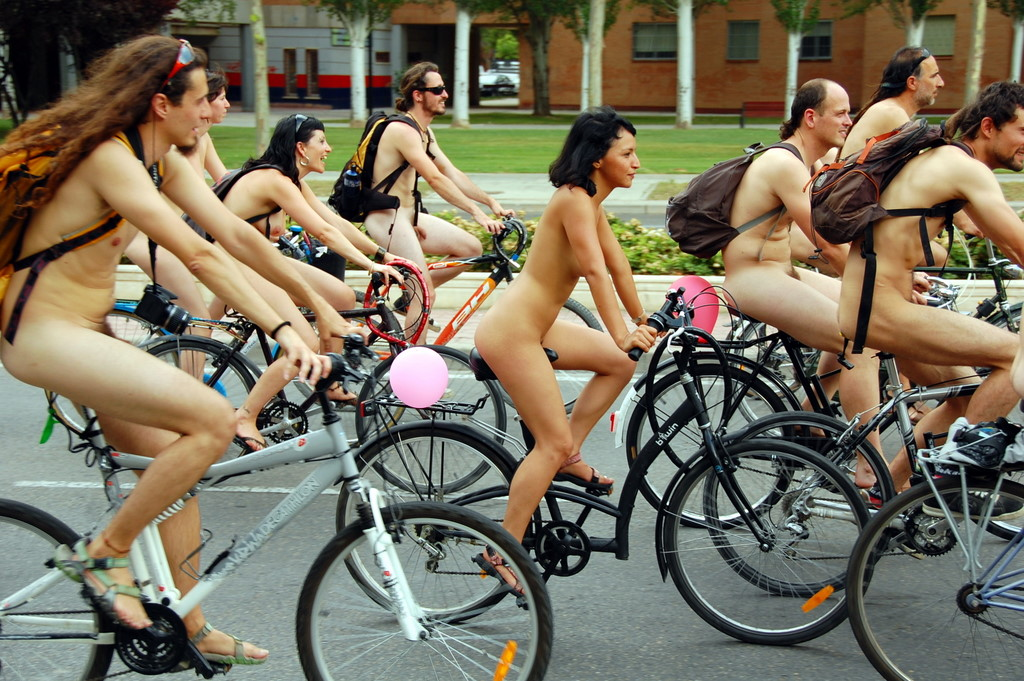
World Naked Bike Ride, Zaragoza, Spanien, 2009.

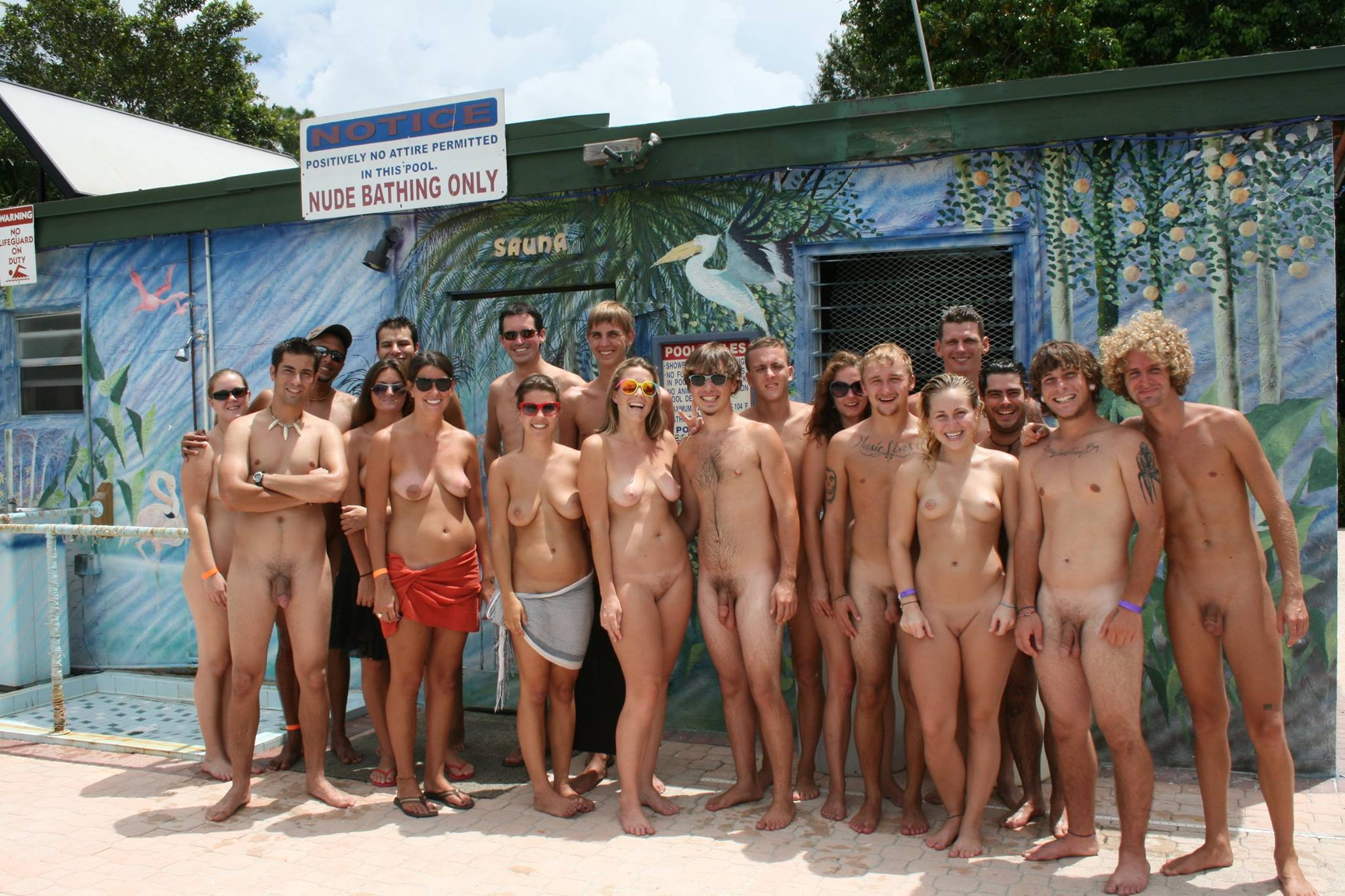
Florida Young Naturists, 2014.

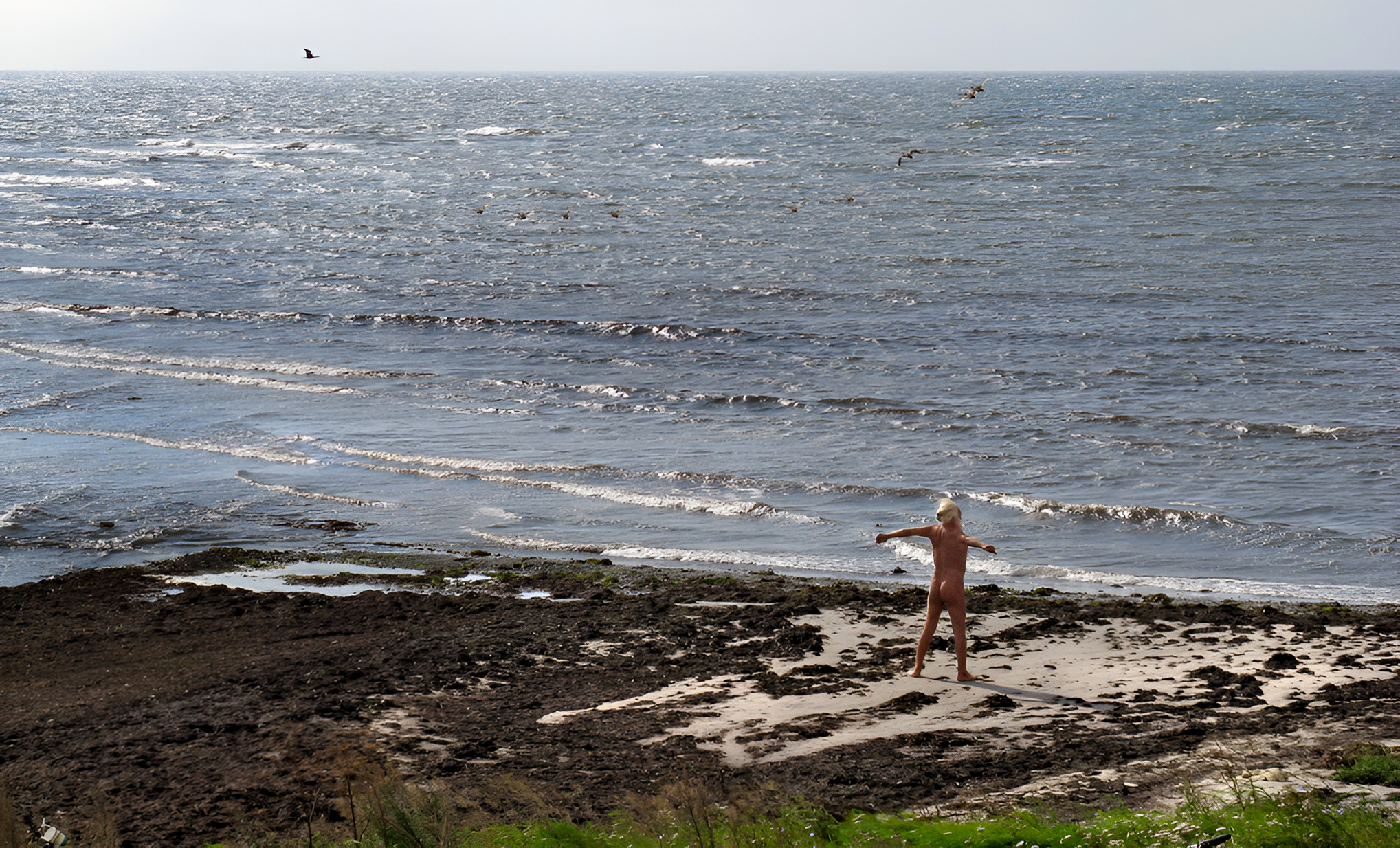
En naturist på en strand i Ystad 2011.

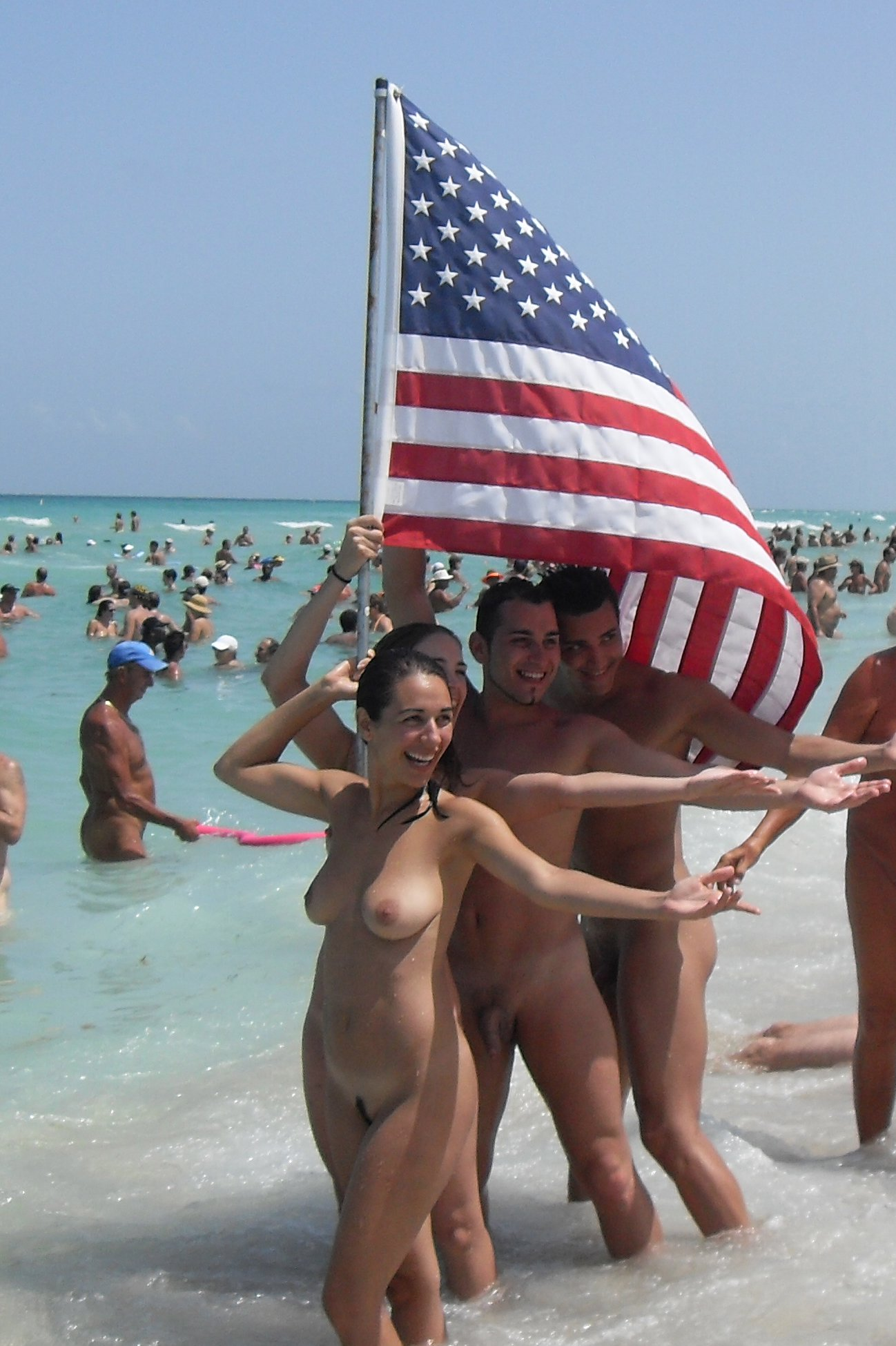
Nakenbad vid Haulover Beach, Florida, 2009.

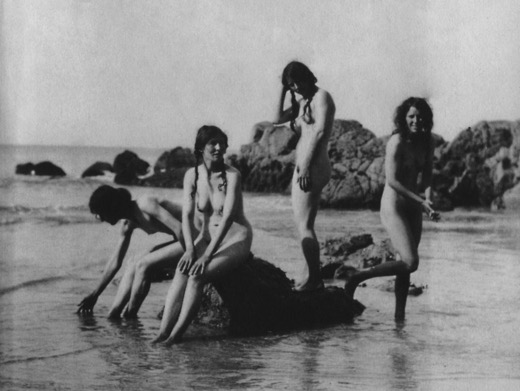
Feminism i Cornwall 1914. Margery, Brynhild, Noël och Daphne Olivier, döttrar till guvernören Sydney Olivier hade nära kontakt med Rupert Brooke och Bloomsburygruppen. Virginia Woolf såg dem som ”Neo-Pagans”. Foto Sherril V. Schell.

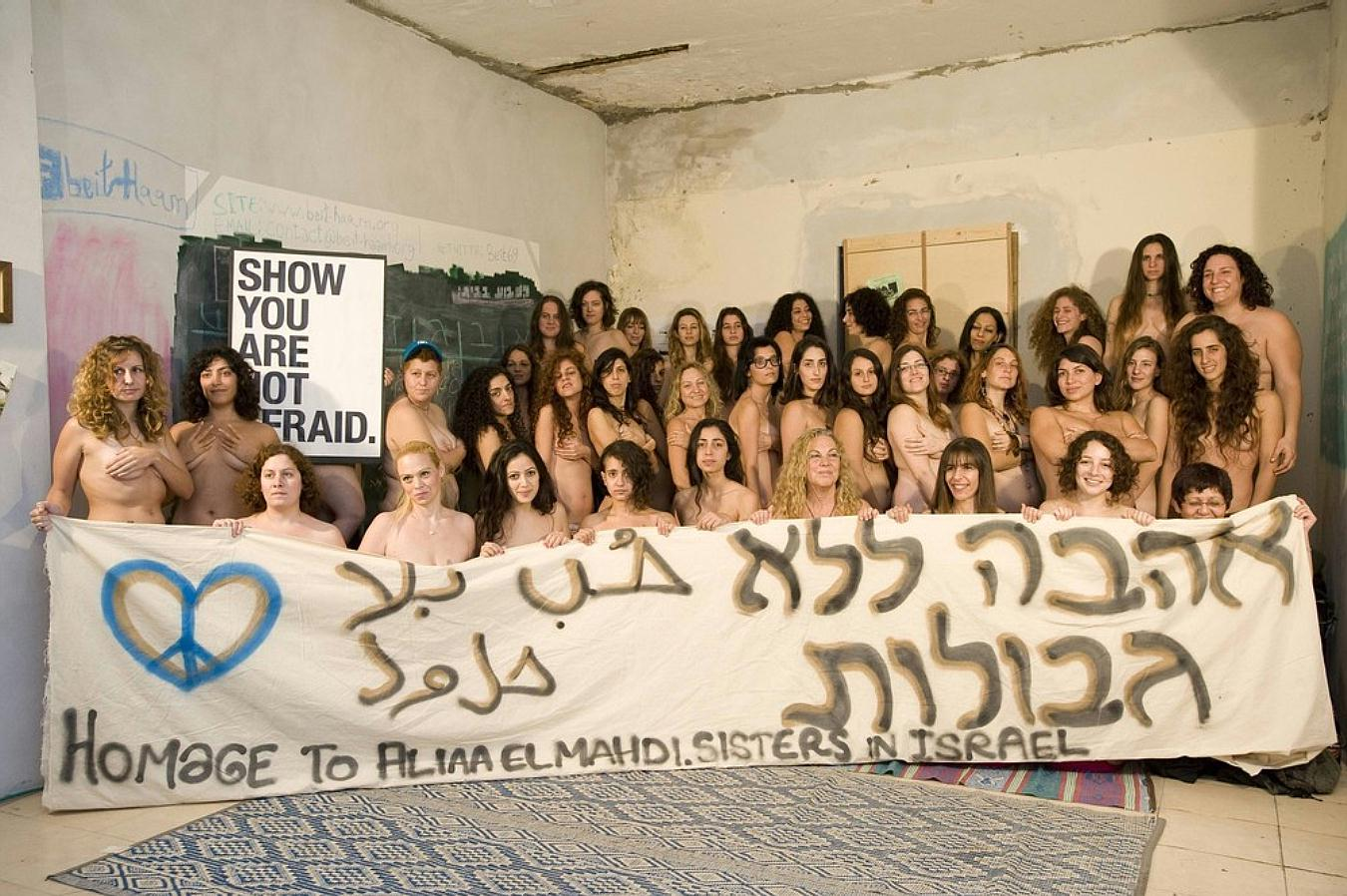
Feminister i Tel Aviv visar 2011 solidaritet med Aliaa Magda Elmahdy, som lade ut nakenbilder på sig själv på internet.

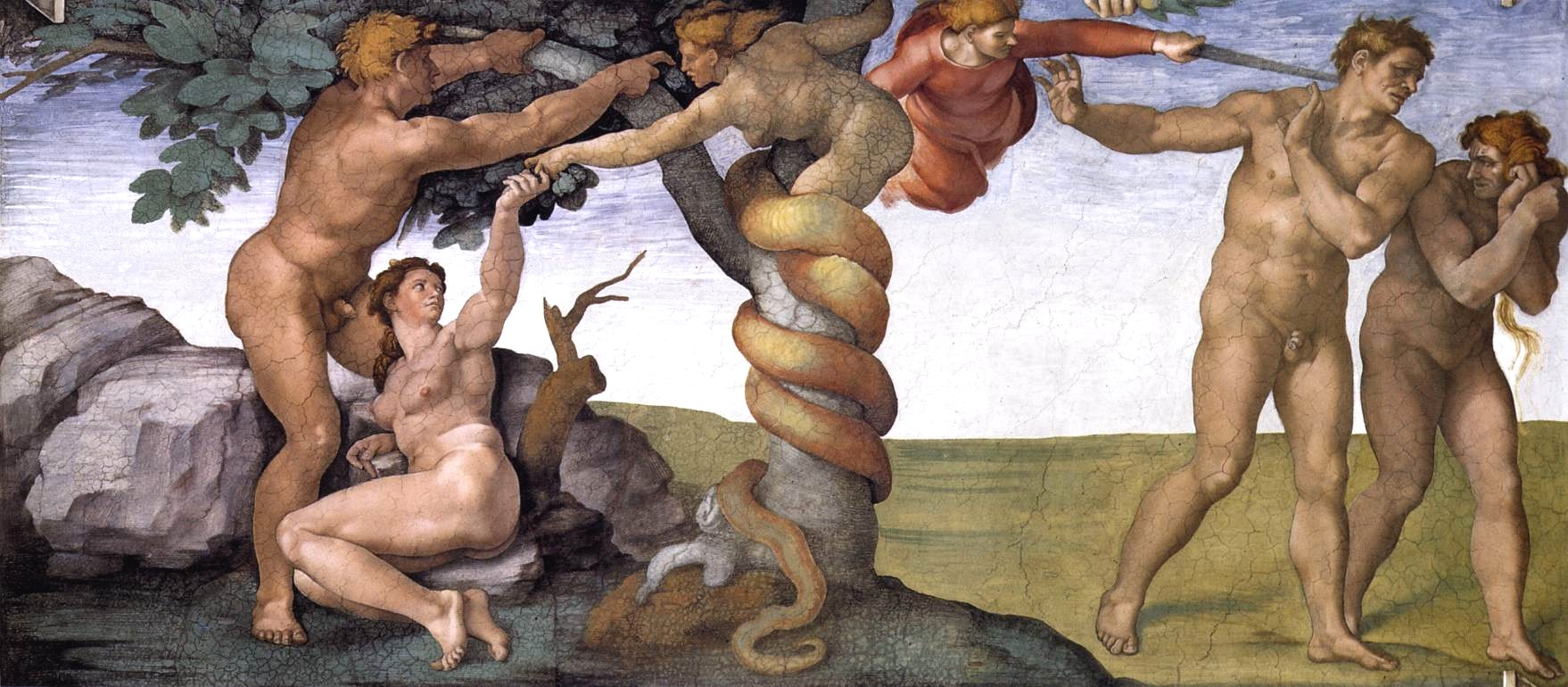
Adam och Eva, skapades för att leva nakna. Målning av Michelangelo i Sixtinska kapellet 1509.

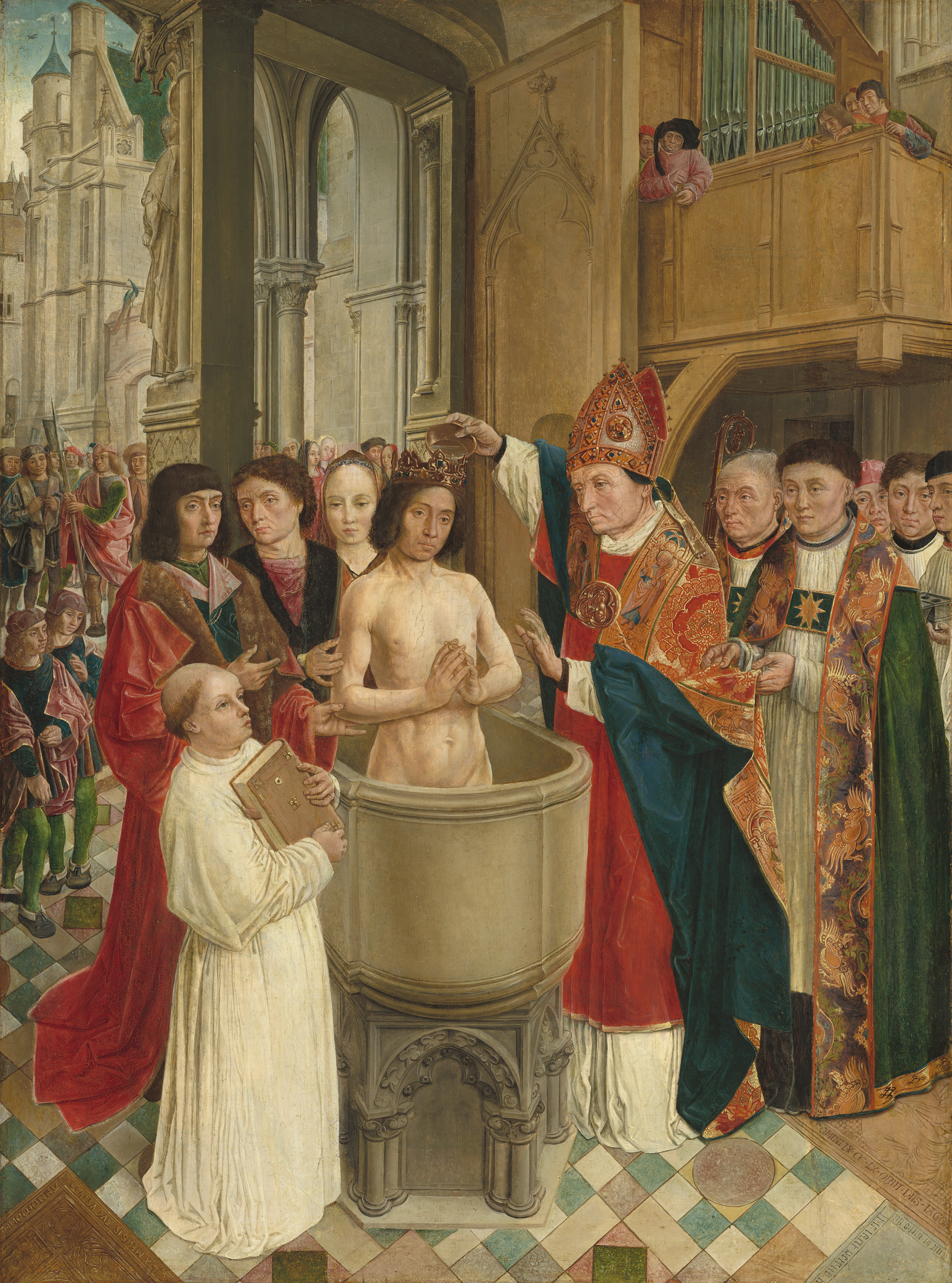
Den frankiske kung Klodvig I:s dop år 496. Målning från Paris omkring år 1500.

Naturism är en filosofi och ett levnadssätt där kläder används i så liten utsträckning som möjligt. Naturister vill uppleva harmonin i naturen och ser fysiska, psykiska och ofta även ideella värden i naken rekreation i naturen. Inom den naturistiska föreningsrörelsen är gemensam nakenhet, humanistiska värderingar samt kroppens och själens sundhet centrala.

## Ordet naturism
Kännetecknande för naturism är att nakenheten:
- är gemensam oavsett kön,
- inte i sig ska vara förknippad med sexuella känslor eller handlingar,
- är förenad med en social situation.

Nakenbad som sker inom en familj eller en mindre grupp, betecknas vanligen inte som ”naturism”. 
I Tyskland används sedan länge ordet "freikörperkultur" (F.K.K.). På 1920-talet förekom i Frankrike, England och USA ordet gymnosofi, som kring 1930 ersattes av "nudism". Detta blev snabbt internationellt etablerat, även i Sverige, där ordet "nakenkultur" då hade använts en tid.
En ”naturistisk gymnastik” inspirerad av ”naturfolk” lanserades 1913 av Georges Hébert, delvis påverkad av läkaren Paul Carton, som hade använt ordet "naturism" för en allmänt "naturlig och hälsosam" livsstil. På 1920-talet bildades i Frankrike ett ”friluftssällskap” som kallade sig ”naturister”. De hämtade hälsa från naturen och ägnade sig åt härdande kallbad, luft- och solbad och kalla avrivningar i alla väder med minimal beklädnad. 
I Sverige hade ordet ”naturism” på 1930-talet betecknat en syntes av nudism och frisksport men fick sin moderna mening 1953, då det internationella naturistförbundet skapades. I Sverige bildades Sveriges Naturistförbund 1958. 
Nudism och naturism är i praktiken synonyma. Men ordet "nudism" har i senare tid börjat användas med en udd riktad mot naturismen. Om naturismen betonar värdet i den enskildes frihet att välja nakenhet eller ej, så betonar nudister nakenheten som ett värde i sig. På en "nudiststrand" förutsätts alla vara nakna.
Internationellt har ord som ”ClothesFree” och ”Body Freedom” börjat användas som alternativ till naturism. Naturismens ideal är ett samhälle där nakenhet varken är sexualiserad eller kräver könssegregation, utan kan vara självklar, naturlig och trygg. Portalen Clothesfree life uppmärksammade 2016 att orden ”naturism” och ”nudism” genom internet allt mer har sexualiserats och blivit förknippade med pornografi på grund av att sökmotorer/söktjänster presenterar sådana resultat. Man menade att naturismens ”varumärke” skadas och lanserade därför den mer neutrala beteckningen ”ClothesFree”. Kontrollsökningar i mars 2020 visar att åtminstone Google delvis åtgärdat problemet.

## Filosofi
År 1974 antogs en internationell definition av naturism: "Naturismen är en livsstil i harmoni med naturen. Den utmärks av praktiserandet av gemensam nakenhet och har till ändamål att uppmuntra självkänsla, respekt för andra och för omgivningen".
Naturism är inte bara att bada och sola utan kläder. Mer typiskt för naturism är att naken tillsammans med andra människor göra saker, som de flesta normalt sett bara gör påklädda.
Enligt naturismens anhängare är naturism ett sätt att leva. Social nakenhet är grunden för svensk och internationell naturism. Naturisterna anser att människor genom nakenheten kommer närmare varandra och får en ökad respekt för individen, en tro på lika människovärde oberoende av kön, religion, etnisk tillhörighet, sexuell läggning, hudfärg eller andra faktorer. Social nakenhet främjar enligt naturisterna trygghet och självkänsla och stärker kamratskap.
Ett viktigt inslag i naturismen är att alla kan acceptera både sig själv och andra, med alla skavanker och avvikelser från de ideal som kulturen för tillfället anger. Att exempelvis sola, bada och umgås utan kläder uppfattas av naturister som skönare, enklare och sundare då man slipper blöta och ohygieniska badkläder. Man slipper smussla under badrocken eller ett badlakan och omklädningshytter behövs inte. Man motverkar kroppshets och dysmorfofobi. Både vuxna och barn skolas i ett naturligt och avspänt förhållningssätt till både nakenhet och sin kropp.
Det är inte förbjudet enligt svensk lag att vara naken offentligt eller att bada utan kläder. Praxis och gott omdöme anger hur människor kan uppträda olika på olika platser och i olika situationer.

## Historik
Den amerikanske författaren Henry David Thoreau (1817–62), byggde 1845 en stuga vid Walden i Massachusetts, där han i två år levde naturliv utan kontakter med civilisationen, skildrat i boken Skogsliv vid Walden, 1854. Boken förhärligar ett liv i enkelhet, nakenhet och oberoende. Thoreau har blivit en viktig inspiratör för både miljörörelsen och en anarkistisk nudism.
Thoreau, Lev Tolstoj och Élisée Reclus kom att inspirera en anarko-naturism som förespråkade vegetarianism, fri kärlek, nudism och en ekologistisk världsbild, ett tänkande som i slutet av 1800-talet fick stark förankring i Spanien, Portugal och Frankrike.
I Sverige propagerade Gustaf Fröding tidigt för ett fritt synsätt på nakenhet. Det skedde tydligt år 1896 i dikten "En morgondröm" och genom att han själv samma år gick naken på ett hotell i Stockholm. Tillsammans med Albert Engström och Verner von Heidenstam, som tidigare det året hade firat hedniskt bröllop på Blå Jungfrun, tillbringas sensommaren med nakenbad på Sandhamn.
I Tyskland och Schweiz hade under slutet av 1800-talet rörelser som Wandervogel och en bredare kulturström, kallad Lebensreform (livsreform), betonat bland annat nakenhet som en väg mot välbefinnande och ett sundare, renare och naturligare liv. Liknande tankar fanns från 1905 i Storbritannien genom fabianismen, Bloomsburygruppen och särskilt Rupert Brooke.
Lebensreform fick något av ett tidigt centrum i Monte Verità i Schweiz, grundat år 1900 av Henri Oedenkoven och Ida Hofmann. Det blev då ett betydelsefullt europeiskt kulturcentrum och hämtade även inspiration från den schweiziske naturläkaren, "Sonnendoktor" (soldoktor), Arnold Rikli (1823-1906) som från 1854 hade behandlat patienter i behaglig miljö med bad i sol, luft och vatten. 
Solen och solljuset hade under slutet av 1800-talet fått stark symbolisk betydelse i Schweiz och Tyskland, och detta slog även igenom i Sverige från omkring år 1900. Det fick sanktion 1903 genom Niels Finsens Nobelpris i medicin. 
I Tyskland drevs rörelsen tidigt av läkare och konstnärer, varav Karl Wilhelm Diefenbach och Hugo Höppener, med artistnamnet Fidus, blivit särskilt uppmärksammade. År 1894 målade Fidus "Lichtgebet" (ljustillbedjan), som kommit att bli en ikon för naturismen. Konstnärsgruppen die Brücke flyttade modellerna från ateljén till naturen och tillbringade somrarna på nakenbad.
1898 grundades den första FKK-föreningen i Tyskland, 1913 fanns det 50. Omkring år 1900 började gemensamt nakenbad även bli vanligt på Frankrikes stränder. En klubb för freikörperkultur, Freilichtpark, öppnades 1903 nära Hamburg. Den var inspirerad av Richard Ungewitters bok Wieder nackt gewordene Menschen och hade stränga regler för hälsa och välbefinnande. Alkohol och tobak var förbjudna. Alla var vegetarianer och dessutom nakna. 1930 fanns omkring 100 000 aktiva naturister i Tyskland. Dit kom besökare från hela världen. Ilsley Boone, amerikansk präst, var där 1931. Han och Kurt Barthel skapade därefter naturiströrelsen i USA. 
Badhus i större städer med enbart män har uppfattats som platser för homosexuell gemenskap. År 1928 bildades Svenska frisk- och kraftsportförbundet som kom att utgöra grunden för frisksport. Rörelsen hade först fokus på naket friluftsliv, kraftsporter och muskelkult och var ursprungligen bara öppen för män. Mot detta fanns i Sverige en vilja att skapa naturlig och jämlik gemenskap mellan män och kvinnor. År 1928 gav Olle Schmeling ut skriften Mot baddräktskulturen, den troligen första på svenska som förespråkade nakenbad. Bad utomhus hade blivit utbrett och badkläder vanliga.
År 1931 bildades också Sveriges första naturistförening, "Sällskapet för Fri Kroppskultur". Den hade rötter i ett nytt tänkande från Tyskland och Schweiz och betonade dels ett hälsotänkande, sund diet och ett härdande friluftsliv, dels ett ideal om en naturlig gemensam nakenhet, som inte skulle vara förenad med sexualitet. Detta "naturliga" synsätt påverkade starkt inställningen till nakenhet under 1900-talet.
"Sällskapet för Fri Kroppskultur" ändrade 1932 namn till "Hälsa genom Nakenkultur" och 1941 till "Svenska friluftsföreningen". Den förste ordföranden blev medicinprofessorn Johan Almkvist (1869–1945). Senare blev Elise Ottesen-Jensen (1886-1973) föreningens ordförande.
Ett flertal föreningar bildades efter hand – rörelsen kännetecknades av verksamhet i föreningsform. Friluftsliv och sunda kostvanor var viktiga inslag. Det fanns också allmänt moraliskt fostrande mål. Kommande generationer skulle få ett naturligt och avspänt förhållande till sin kropp. Svensk Uppslagsbok från 1951 skrev:
"Nakenkulturen åsyftar kroppskultur, härdning av hudsystemet samt uppfostran av sexualetiken. Man tänker sig därvid, att mycket av den förkonstling, som medföljer ohygieniska moderiktningar och sexualimpulsen eggande kläder, skall vika för det lidelsefria betraktandet av kroppens skönhet och funktionsduglighet. Nakenkulturen arbetar genom sammanslutningar av aktiva medlemmar vilka inrätta friluftsplatser för sol-, ljus- och sjöbad, gymnastik och över huvud friluftsvistelse utan kläder. Föreningssammanträden samt sport- och badplatser äro tillgängliga endast för medlemmar, och urvalet bland dessa göres strängt för att förekomma de nära till hands liggande avarterna av en dylik rörelse."
Under 1950- och 1960-talen utvecklades dessa föreningar. År 1954 gav Evert Taube en positiv bild av rörelsen i sin visa Nudistpolka – Den lycklige nudisten (han hade skrivit Fritiof i Arkadien redan 1938).
Under slutet på 1960-talet slog naturismens synsätt starkt igenom i samhället i stort. Den "naturliga nakenheten" blev brett etablerad under 1970- och 1980-talet, då nakenbadandet blev mer allmänt. 
I många länder uppläts särskilt skyltade bad- och campingplatser för naturister. I exempelvis Tyskland, Danmark, tidigare Jugoslavien, Grekland, Frankrike och på Kanarieöarna fick badlivet även på de allmänna stränderna en ny karaktär, genom att nakenbad blev accepterat på allt fler stränder från 1970-talet (topless blev utbrett på 1980-talet).
Även i Sverige öppnades nya kommunala naturistbad. Under 1990-talet innebar dock en ökad rädsla för pedofili att barnfamiljer i minskande utsträckning besökte platser för nakenbad. Under senare delen av (20)00-talet under 2010-talet tycks nakenbaden åter ha ökat i popularitet, även bland barnfamiljer. Många nya bilder på internet visar att nakenbadandet både i Sverige och internationellt har ökat.
Under senare år har yngre grupper åter kommit att betona en "naturlig" inställning till nakenhet som ideal, även om man inte alltid använt ordet "naturism". År 2009 kom ett generationsskifte i USA när Florida Young Naturists (FYN) bildades av personer i åldern 20–30 år. Föreningen fick stora framgångar och följdes av flera organisationer, bland annat Young Naturists & Nudists America (YNA) grundat av Jordan Blum och Felicity Jones med huvudmålet att verka för en "non-sexual nudist (or naturist) lifestyle". De ordnar tillställningar i New York-området, fester, resor, campingutflykter, barbecues, bonfires, "drum circles" och naked yoga för åldersgruppen 21 – 35 år. Grundaren och bloggaren Felicity Jones har uppmärksammat och opponerat sig mot traditionella kroppsideal och sexualisering samt argumenterat för feministisk naturism.
Förr var nakenhet vid friluftsliv och bad de vanligaste verksamheterna för naturister. Numera har det för en yngre generation även blivit allt mer vanligt med events i storstäder och på andra offentliga platser, exempelvis naturistvandringar, parader, cykelevenemang, konstprojekt och kroppsmålning.

## Feministisk naturism
Feministisk naturism försvarar den enskilda kvinnans makt över sin kropp, hennes frihet och rätt till nakenhet. I ett patriarkalt samhälle fråntas kvinnor detta. Avklädda kvinnor kan vara förbjudna på stränder men tillåtna för konsumtion – undantag ges då kroppen används i reklam eller i pornografiskt syfte. Naturism blir då pornografins motsats – ett verktyg för att bryta mäns makt och ett redskap för kvinnokroppens bekräftelse och befrielse.
Nakenhet används som ett medel i feministiska protestaktioner och kvinnlig maktutövning. Det får uppmärksamhet och transformerar idén om kvinnlig nakenhet, från en källa för manligt behag, till ett verktyg för kvinnors auktoritet, frihet och makt.
Livsreformrörelsen var en radikal, bred, oenhetlig rörelse som växte fram från 1890-talet som reaktion på det moderna, urbana livet. Den eftersträvade ett "naturligare levnadssätt" och en kroppsligt och själsligt hel och sund människa. Kvinnors frigörelse inklusive rätten till nakenhet var viktig. Ellen Key (1849–1926) tog intryck av rörelsen och var en aktiv kraft i den. Hon såg, liksom många nittiotalister, ett egenvärde i nakenhet. I sin bostad Strand hade hon naturismens androgyna ikon, målningen Lichtgebet på väggen, ett särskilt "solbad" och närhet till Vättern där hon varje morgon badade naken.
Ur livsreformrörelsen föddes en ny kroppskultur och en feministisk naturism. Detta blev synligt i det tidiga 1900-talets nya rörelser kring gymnastik och kroppshållning genom hälsoaktivister som Bess Mensendieck, Dora Menzler, Hedwig Hagemann och Alice Bloch. Men även i 1900-talets första våg av performancekonst och  expressionistisk fridans genom Isadora Duncan, Mary Wigman, Hertha Feist, Gertrud Leistikow och andra. Expressionismen revolterade mot 1800-talets klassiskt idealiserade nakenhet. Den skulle nu uttrycka känsla och gestalta både manligt och kvinnligt. 
Therese Mülhause-Vogeler, ledande inom europeisk naturism, motsatte sig på 1920-talet separata bad för män och kvinnor: Gemensam nakenhet var bästa vägen mot jämställdhet, något som var helt etablerat då Elise Ottesen-Jensen under 1930-talet var ordförande i Sveriges första naturistförening. På 1930-talet grundade journalisten Jan Gay en stor naturistanläggning i USA. Christiane Lecocq, internationellt ledande kvinna inom naturismen, grundade 1950 Fédération française de Naturisme och 1953 the International Naturist Federation. År 1954 grundade Luz del Fuego ”Brazilian Naturist Club”. 
År 1971 startade Rødstrømperne ett årligt återkommande kvinnoläger på Femø som bland annat uppmärksammades för sitt fria förhållningssätt till nakenhet. "Ved at være nøgne på Femø praktiserede kvinderne, hvad de opfattede som en kropslig frigørelse, hvor de afseksualiserede kvindekroppen." Avsexualiseringen lyckades och under 1980- och 1990-talen blev nakenhet naturlig i både Danmark och Sverige. Men även i USA genom den tidiga kroppsaktivisten Nikki Crafts insatser. Att fotograferas i detta tidens badmode var oproblematiskt, även för kända personer – fotografiers spridningsrisk var då liten. 
Från 1960-talet tog kvinnors egna nakna kroppar plats på ett helt nytt sätt i en andra våg av naken feministisk konst genom performance-konstnärer som Yoko Ono, Carolee Schneemann, Hannah Wilke, Valie Export, Marina Abramović, Francesca Woodman och konstnärsgruppen Neo Naturists. Men med 2000-talets nypuritanism blev bilder av nakna människor åter starkt sexualiserade. Kvinnor som lät sig fotograferas nakna kunde skuldbeläggas. Dessutom ökade risken för spridning av bilder. Bara ett fåtal kända kvinnor, exempelvis Kate Moss, Helen Mirren och Drew Barrymore trotsade Paparazzi-fotograferna och förblev naturister. Först efter 2010 började allt fler kvinnor åter betona rätten att själv välja, oberoende av om de var kända eller ej. Principen har senare formulerats:
"Nudity empowers some. Modesty empowers some.
Different things empower different women and
its not your place to tell her which one it is".
Tankar kring en "feministisk naturism" där man själv tar sig rätten att vara naken (eller påklädd) återkom på många håll. Målet var att göra sin och alla kvinnors nakenhet normaliserad och naturaliserad.
Rörelser som exempelvis Topfreedom, Free The Nipple, Bara Bröst, Bara Kroppar, kroppspositivism, kroppsaktivism drev detta. Idéhistorikern Karin Johannisson sade 2014 att "när kvinnan genom tiderna visat brösten innebär det att hon tar makten över sin kropp och gör den politisk”, ett budskap som också förts fram av Femen och Germaine Greer: nakenhet är ett politiskt vapen Men Greer menar att det som “guerilla tactic” behöver vidareutvecklas.
År 2014 hade Emma Watson blivit inbjuden att hålla tal om feminism i FN. Hon fick då hot att nakenbilder på henne skulle publiceras, vilket bidrog till utvecklingen av feministisk naturism.
Den danska journalisten Emma Holten hade 2011 fått bilder stulna, som spreds på nätet. Hon svarade 2014 med att ge det uppmärksamhet och sprida egna bilder. Skådespelerskan Caitlin Stasey hade länge haft ångest för spridning av nakenbilder, som tidigare pojkvänner tagit. När hackade nakenbilder av Jennifer Lawrence spreds 2015 startade därför Caitlin, Hannah Terry-Whyte och Keenan MacWilliam projektet herself.com. Genom att publicera egna bilder ville de bryta männens makt. Herself.com ger alla kvinnor denna möjlighet och nu finns många kvinnor på sidan. 
Miley Cyrus som kallats en "hero of naturism" har betecknat sig själv "semi-naturist". Liksom allt fler kända kvinnor badar hon numera naken och har därmed själv gjort sig oberörd av paparazzi-fotografernas arbete.
Från 2015 har en tredje generation kvinnliga performance-konstnärer med fokus på kropp och nakenhet trätt fram, exempelvis Milo Moiré, Deborah De Robertis, Anna Berndtson, Lady Gaga, Vanessa Beecroft, Melanie Bonajo, Poppy Jackson och många andra.

## Naturism och andlighet
En holistisk och vitalistisk livsreformrörelse under tidigt 1900-tal förespråkade ekologi, humanism och feminism. I kritik mot kyrkan ville man ”tillbaka till naturen” – ut i vildmarken, luften och ljuset. Då uppskattades solsymbolik i nationalromantisk kyrklig konst. Gud fanns i solen, hade drag av Horus, döende i väster, återförenad i underjorden med Osiris och återuppstånden nästa morgon. Man såg en parallell i Isis/Horusbarnet och Maria/Jesusbarnet. Solguden hade 218 e.Kr. införts i romersk rikskult av kejsar Heliogabalus, med senare stöd av Aurelianus och Konstantin den store. När Rom kristnades år 385 smälte solgudarna Sol Invictus och Mithras samman med Kristusgestalten som var Rättfärdighetens sol. Dåtida bilder visar Kristus som solen, en givmild immanent gud som sekelskiftets reformister och teosofer lyfte fram. Och under den: ”ett naket folk, för stolt för ok, för rent för dräkternas skökodok”, som Fröding skrev 1896.
I sekelskiftets Europeiska naturism fanns tvekan inför äldre kyrklighet. Men i USA kom naturismen 30 år senare att lanseras av just kyrkliga företrädare. Präster som Ilsley Boone formade en ”Christian naturism” som sökte sanktion i bibeltexter och kristen tradition. Man såg den nakna människan – kvinna och man – som Guds avbild. Man sökte en accepterande inställning till nakenhet i Bibeln. Jesaja (20:2-3) och Saul (1 Sam. 19:23-24) predikar på Guds uppmaning nakna och Simon Petrus fiskar naken (Joh. 21:7). Nakenhet utan blygsel uppfattades vara Guds vilja. Adam och Eva hade skapats för att leva nakna i Edens lustgård. Kristna naturister anser att det var Ormen – inte Gud – som påpekade nakenheten och förledde dem att skyla sig. Man hävdar att nutida moralregler kring nakenhet har ursprung 1800-talets viktorianism, snarare än i Bibeln eller tidig kristendom.
Hippolytus från Rom har nedtecknat de äldsta bevarade reglerna för dop, med rötter i mikve, som just kräver rituell nakenhet. Tidig kristen konst visar att nakenhet länge var regel vid dop, numera bara bevarat i vissa ortodoxa kyrkor.
I vår tid har flera kyrkliga företrädare förespråkat naturism. I USA pastorerna Ilsley Boone (1879 - 1968), Henry S. Huntington (1882-1981) och Elton Raymond Shaw (1886–1955). I Storbritannien prästen Francis Kilvert (1840 - 1879), dekanen på St Paul's Cathedral, William Inge (1860 - 1954), biskopen Karen Gorham och prästen Bob Horrocks. I Norge bland annat professorn och biskopen Per Lønning. 
År 1981 uttryckte påven Johannes Paulus II den katolska kyrkans attityd till “exposure of the human body” i boken Love and Responsibility: 
"The human body can remain nude and uncovered and preserve intact its splendour and its beauty... Nakedness as such is not to be equated with physical shamelessness... Immodesty is present only when nakedness plays a negative role with regard to the value of the person... The human body is not in itself shameful... Shamelessness (just like shame and modesty) is a function of the interior of a person."
Kristen naturism utgörs delvis av föreningar med organiserad verksamhet, delvis av informella nätverk eller enskilda personer som är allmänt accepterade till naturismens kristna moral. I USA finns flera kapell där nakenhet är tillåten, i Europa endast i kapellet i byn Heliopolis på den franska ön Île du Levant.
I enstaka kristna sekter, adamiter, dukoborzer, anabaptister, korpelarörelsen har nakenhet förekommit. För många helgon var det en manifestation av asketisk fattigdom. Manlig nakenhet är etablerad i flera traditionella indiska andliga rörelser, digambara, naga sadhus och ajivika inom buddhismen, kvinnlig vid exempelvis mikve. Könsgemensam nakenhet har förekommit i new age, gymnosofi, tantrism, Bhagwam-rörelsen, yoga och i nyhedendom, exempelvis druidism och wicca (kallad skyclad). En förgrundsgestalt inom wicca, Gerald Gardner, verkade för naturism redan 1936. En positiv inställning till nakenhet finns även i rymdrörelsen raëlism.
 

## Naturism och sexualitet
Det finns föreställningar att naturismen skulle vara en sexuell kultur och att människor skulle söka sig till naturistaktiviteter för att söka sexuella kontakter. Sådant beteende har genom tiderna motarbetats. Inom naturismens föreningsverksamhet har det alltid funnits en nolltolerans mot allt uppträdande som kan vara stötande eller sårande för andra. Nakenhet är tillåten klädkod; i övrigt är det sedvanliga sociala regler som gäller. 
Under 1900-talet har det förekommit att bad (med nakenbad) varit mötesplatser för homosexuella. Gemensamt bad var ett sätt att motverka detta. 
Närvaron av familjer med barn har traditionellt bidragit till ordningen på stränderna. Från 1990-talet och framåt har en uppluckring av den traditionella nolltoleransen rapporterats från vissa badplatser, men naturistsamfunden arbetar kontinuerligt för att motverka detta och under de senaste åren har barnfamiljer åter blivit vanligare vid nakenbaden.